# Marriages
Marriages est un groupe américain de post-Rock originaire de Los Angeles, Californie, fondé en 2011.

## Biographie
Le groupe se forme en 2011 sous l'impulsion de Emma Ruth Rundle, au chant et à la guitare, et de Greg Burns, à la basse, tous les deux originaires du groupe post-rock instrumental Red Sparowes. Le duo est ensuite rejoint par le batteur Dave Clifford. En 2012, le trio sort Kitsune, leur premier EP sur le label Sargent House. 
En 2013, Dave Clifford est remplacé par Andrew Clinco. Marriages enchaine les tournées d'abord avec Russian Circles et Deafheaven, puis Chelsea Wolfe aux États-Unis, avant de partir en Europe avec Wovenhand et de jouer au Roadburn Festival aux Pays-Bas. S'ensuit une légère pause pendant laquelle Emma Ruth Rundle sort son album solo Some Heavy Ocean. L'année 2014 est ainsi consacrée à l'écriture de leur premier opus.  
En 2015, le groupe sort Salome, le premier album du groupe.
Lors d'une interview accordée au webzine Hornsup en 2017, Emma Ruth Rundle laisse entendre que Marriages pourrait éventuellement se relancer dans un futur proche. Pourtant en 2020, l'idée semble abandonnée. Les projets parallèles des différents membres du groupe sont trop prenants, Emma Ruth Rundle a sa carrière solo à gérer et Andrew Clinco est occupé avec son propre groupe Drab Majesty.

## Membres

### Membres actuels
- Emma Ruth Rundle : Chant, guitare (depuis 2011)
- Greg Burns : Basse (depuis 2011)
- Andrew Clinco : Batterie (depuis 2013)

### Ancien membre
- Dave Clifford : Batterie (2011-2013)

## Discographie

### Album
- 2015 : Salomé

### EP
- 2012 : Kitsuné